# Unity Dow
Pour les articles homonymes, voir Dow.
Œuvres principales
- Les Cris de l'innocence

Unity Dow, née le 23 avril 1959 dans le protectorat du Bechuanaland, est une magistrate, femme politique et écrivaine botswanaise, militante pour les droits des femmes.

## Biographie

### Jeunesse et formation
Unity Diswai est née le 23 avril 1959 à Mochudi, dans le district de Kgatleng, au Botswana (qui était à l’époque le protectorat du Bechuanaland) de Phiri et Maefshane Diswai (également connus sous le nom de Moses et Ellen Diswai), descendants du peuple indigène Mosarwa (ethnie San) et membres de la tribu Bakgatla. Le village rural dans lequel elle a grandi n’avait ni routes goudronnées, ni eau courante, ni électricité, ni téléphone et elle n’a pas connu de réfrigérateur ni de télévision avant son adolescence. 
Sa mère, couturière, savait lire et écrire en setswana, non en anglais, au contraire de son père, qui, travaillant dans une petite ferme, parlait et lisait l’anglais. Il avait dans sa jeunesse obtenu une bourse pour étudier à l’université de Fort Hare, mais c'est le fils du chef local qui en avait bénéficié à sa place. Pour les deux parents d'Unity, l’éducation a constitué une priorité et six de leurs sept enfants ont terminé leurs études universitaires, cursus occidentaux tout-à-fait inhabituels pour le Botswana rural de l’époque. 
Après des études primaires et secondaires à Mochudi, Unity Disway a étudié le droit à l’université du Botswana et du Swaziland. Faute d’école de droit au Botswana à l’époque, elle a intégré, dans le cadre d’un programme d’aide britannique, l’université du Swaziland, et a terminé par deux ans d’études à l’université écossaise d’Édimbourg, avant d’obtenir son diplôme d’avocat en 1983 à l’université du Botswana.

### Carrière juridique, activisme et fonctions de femme d'État
C'est en tant que procureur pénal à Gaborone qu'elle commence sa carrière. 
Le 7 mars 1984, elle devient Mme Dow par son mariage avec un ressortissant américain, Peter Nathan Dow, dont elle a trois enfants. En 1986, Unity Dow se spécialise dans le droit pénal et ouvre le cabinet Dow Malakaila, qui sera renommé deux ans plus tard Dow Lesetedi and Company, premier cabinet d’avocats entièrement féminin du pays. La même année, elle devient l’une des fondatrices du premier groupe féministe au Botswana, Emang Basadi (Défendre les Femmes) puis, deux plus tard également, cofonde l’organisation Women and Law in Southern Africa (WLSA : « Les Femmes et la Loi dans le Sud de l'Afrique »), afin de défendre devant la justice les droits des femmes et des enfants. De 1988 à 1991, Unity Dow mène des recherches pour la  WLSA, aidant à compléter une étude régionale sur les droits humains des femmes dans six pays voisins. 
En 1992, elle conteste la constitutionnalité de la loi qui l'oblige à demander chaque année un permis de séjour pour ses deux enfants car le père de ces derniers, bien que vivant depuis une dizaine d'années dans le pays, est étranger (Américain en l'occurrence). Après trois ans, Unity Dow obtient gain de cause, et à la suite de ce jugement, dix-neuf autres pays africains abandonnent ce type de discrimination,.
Prenant en 1991 un congé sabbatique de deux ans de son cabinet d’avocat pour cette affaire, elle en profite pour cofonder l’école primaire Baobab à Gaborone ainsi que l'Association d'action contre le SIDA (AIDS Action Trust), problème de santé majeur au Botswana, alors qu'un adulte sur 4 est infecté par le VIH. 
En 1998, elle rejoint la Cour suprême du Botswana en tant que juge, devenant ainsi la première femme de l'histoire de l'institution botswanienne à assumer ce poste,, qu'elle occupe jusqu'en 2009. 
En parallèle à son activité de magistrate, elle publie plusieurs romans, dont l'un a été édité en français par les éditions Actes Sud en 2006 : Les Cris de l'innocente. 
Le 14 juillet 2010, elle est faite chevalier de la Légion d'honneur par le président français, en reconnaissance de son combat pour les droits de l'homme.
Le 20 juin 2018, elle devient ministre des Affaires étrangères dans le gouvernement du président Mokgweetsi Masisi.

## Œuvres

### Étude (droit, sociologie)
- (en) Women, marriage, and inheritance, 1994, en collaboration avec Puseletso Kidd

### Romans
- (en) Far and Beyon' Longman Botswana, 2000
- Les Cris de l'innocente, Actes Sud, coll. « Actes noirs », 2006 ((en) The Screaming of the Innocent, 2002)  (ISBN 2-7427-6524-7)
- (en) Juggling Truths, 2003
- (en) The Heavens May Fall, 2006
- (en) Saturday is for Funerals, 2010